# Facial-Feedback-Hypothese
Die Facial-Feedback-Hypothese (Gesichts-Feedback-Hypothese, Rückkopplungseffekt des Gesichtsausdruckes) postuliert, dass Gesichtsmuskelanspannungen diejenigen Gefühle wecken, die dem jeweiligen Anspannungsmuster entsprechen, dass also die Gefühlserfahrung eines Menschen durch den eigenen Gesichtsausdruck beeinflusst wird. Personen, die beispielsweise angehalten werden, in einer bestimmten Situation zu lächeln, werden diese Situation im Nachhinein wahrscheinlich als positiver und angenehmer empfinden als Personen, die ihre Augenbrauen zusammengezogen haben. Die empirisch nachgewiesenen Effekte sind in der Regel klein und heterogen.

## Entstehung

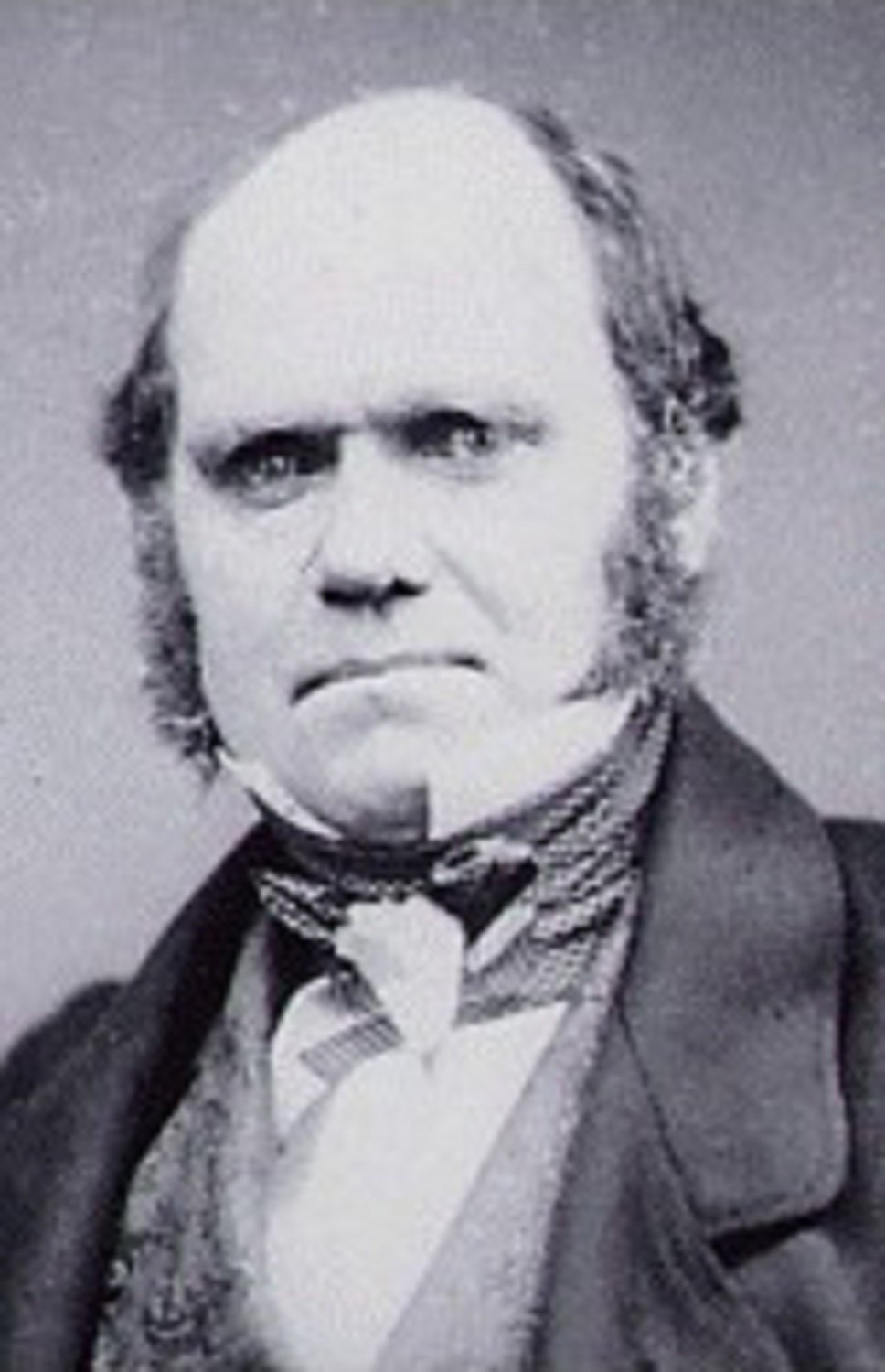
Charles Darwin

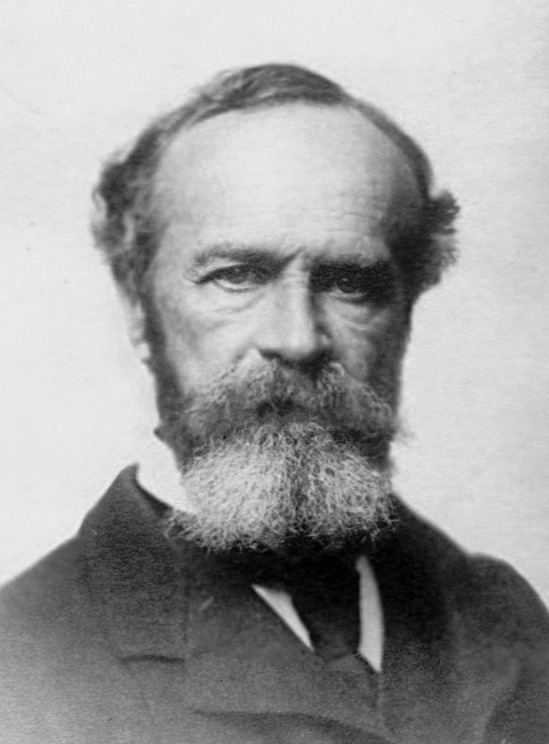
William James

Zur Entstehung der Facial-Feedback-Theorie trug Charles Darwin wesentlich bei, indem er 1872 postulierte, dass das Fördern oder Hemmen eines Emotionsausdrucks die Intensität der gefühlten Emotion beeinflusse. William James erweiterte diese Theorie 1890 um eine physische Komponente, indem er behauptete, dass körperliche Veränderungen, Gesichtsbewegungen inbegriffen, Emotionen seien. Den Veränderungen des Körpers folgt gemäß James anschließend das subjektive Erleben von Emotionen.
In Anlehnung an diese beiden Hypothesen entstanden die folgenden Versionen der Facial-Feedback-Hypothese:
1. Die schwache Version: Facial-Feedback verstärkt oder schwächt das Erleben einer bereits eingesetzten Emotion.
2. Die starke Version: Facial-Feedback erzeugt die vollständige Emotion.

## Unklarheiten
Trotz spezifischer Forschung seit ca. 1970 bestehen immer noch Unklarheiten und Uneinigkeit, wie Gesichtsausdrücke emotionale Reaktionen beeinflussen. Hierbei kann grundsätzlich zwischen zwei Erklärungsansätzen unterschieden werden:
1. Der Ansatz des bewussten kognitiven Prozesses nach Laird (1974)[3] besagt, dass zuerst die physische Reaktion, also die Muskelaktivierung, stattfindet. Nach der bewussten Selbstwahrnehmung des Emotionsausdrucks findet ein kognitiver Rückschluss statt, der beispielsweise besagt „ich lächle, also bin ich fröhlich“. Diese kognitive Verarbeitung löst dann letztendlich die Emotion (hier: Freude) aus.
2. Der Ansatz der unbewussten physiologischen Prozesse besagt, dass durch den Gesichtsausdruck ein unbewusster Prozess in Gang gesetzt wird, der die Erfahrung der Gesichtsmuskelaktivierung mit der Erfahrung der Emotion verknüpft und somit die Emotion hervorruft (Zajonc, 1989).[4]

## Studien

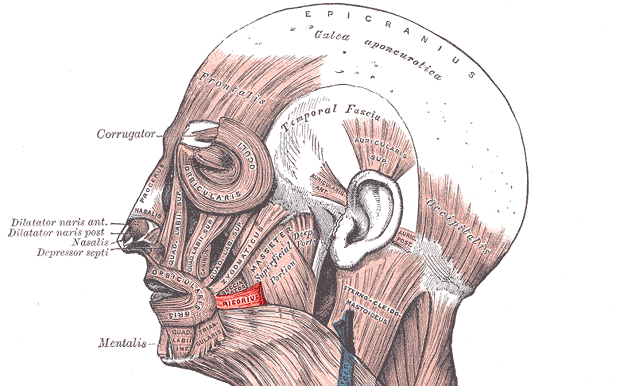
Gesichts- und Schädelmuskulatur des Menschen. Musculus risorius („Lachmuskel“) rot markiert

Studien (Strack et al., 1988) belegen, dass Emotionen von Gesichtsmuskelbewegungen eingeleitet und moduliert werden. Allerdings besteht keine Notwendigkeit von Gesichtsbewegungen für Emotionen (Beispiel: Pokerface).
Bisherige Forschung (Buck, 1980; McCanne et al., 1987) nutzt zur Überprüfung der Facial-Feedback-Theorie hauptsächlich zwei Gesichtsausdrücke: den fröhlichen und den verärgerten/wütenden Gesichtsausdruck. Beim fröhlichen Gesichtsausdruck werden der Musculus zygomaticus major und der Musculus risorius aktiviert. Der verärgerte/wütende Gesichtsausdruck entsteht durch Aktivität des Musculus corrugator supercilii und des Musculus orbicularis oris.

### Strack, Martin und Steppers methodische Herangehensweise
Fritz Strack und seine Kollegen entwickelten eine neue Manipulation, um methodologische Mängel bisheriger Studien zu beheben. Diese beinhaltete nur die Kontraktion von Gesichtsmuskeln und nicht, wie bisher, die Imitation von Gesichtsausdrücken.
Die Manipulation beinhaltete drei Versuchsgruppen:
Die Versuchspersonen der „Zähne-Bedingung“ sollten einen Stift nur mit den Zähnen, nicht mit den Lippen halten, was zur Kontraktion des Musculus zygomaticus major und des Musculus risorius führte. Diese Muskeln sind an einem lächelnden Gesichtsausdruck beteiligt. Die Versuchspersonen der „Lippen-Bedingung“ sollten einen Stift nur mit den Lippen, nicht mit den Zähnen halten, was zur Kontraktion des Musculus orbicularis oris führte. Diese Muskelaktivität ist mit einem lächelnden Gesichtsausdruck inkompatibel. Die Kontrollgruppe sollte die Aufgaben mit dem Stift in ihrer nicht-dominanten Hand bearbeiten.
Alle sollten mit der besonderen Stifthaltetechnik unter anderem einschätzen, wie lustig Comics waren.
Die Ergebnisse zeigen, dass Versuchspersonen der „Zähne-Bedingung“ die Comics als signifikant lustiger bewerteten als die Versuchspersonen der Kontrollgruppe. Diese wiederum beurteilten die Comics lustiger als die Personen der „Lippen-Bedingung“. Dieses Ergebnis bestätigt die Facial Feedback Hypothese und zeigt, dass sowohl verstärkende als auch inhibitorische Mechanismen wirken.
Neue Befunde zeigen, dass Facial Feedback nur auf die affektive (d. h. wie belustigt man sich während des Betrachtens gefühlt hat), jedoch nicht auf die kognitive Komponente (d. h. als wie lustig die Comics selbst bewertet werden) von Komik wirkt.
Des Weiteren konnte gezeigt werden, dass sich der Einfluss der Manipulation nur zeigt, wenn der Stift sowohl während der Betrachtung als auch während der Beurteilung der Comics in der jeweiligen Position gehalten wurde. Wurde die Stifthaltetechnik nur während der Beurteilung eingenommen, so zeigte sich ein gegenteiliger Effekt. Nun gaben Versuchspersonen, die in der eigentlich inhibitorischen „Lippen-Bedingung“ waren, ein positiveres Rating ab. Dieser Kontrasteffekt wird von den Autoren dadurch erklärt, dass die Versuchspersonen den Affekt während der Beurteilung als Referenz für den berichteten Affekt während der Betrachtung der Comics heranzogen. Zum Beispiel waren Personen, die den Stift nur während der Bewertung zwischen den Zähnen hielten, während der Bewertung positiver gestimmt. Sie schlossen vermutlich darauf, dass sie während der Betrachtung der Comics (Ohne Lächeln-verstärkende Stifthaltung) weniger positiv gestimmt waren. Dies führt zu der negativeren Beurteilung der Comics in dieser Bedingung.
Für seine Studie erhielt Strack 2019 den Ig-Nobelpreis.

### Studie von Ito et al.

#### The spreading attitude effect
Ein Prozess des indirekten Konditionierens, bei dem ein positiver oder negativer unkonditionierter Stimulus nicht nur die Bewertung des konditionierten Stimulus beeinflusst, der direkt mit dem US gepaart ist, sondern auch die Bewertung anderer Reize, die lediglich vorher mit dem konditionierten Stimulus assoziiert waren.

#### Studie
Die Autoren vermuten, dass die bekannte Präferenz von US-Amerikanern für weiße gegenüber schwarzen Gesichtern durch eine Gesichtskonfigurations-Aufgabe nach der Methode von Strack et al. (1988) beeinflusst werden kann:
In zwei Studien von Ito et al. (2006) wurden Versuchspersonen unter einem Vorwand Fotografien von schwarzen oder weißen Gesichtern gezeigt, während sie entweder die Gesichtskonfigurationen nach Strack u. a. (1988) einnahmen: Sie bissen mit den Zähnen auf einen Stift, ohne dass die Lippen diesen berührten (Kontraktion des Zygomaticus major, der auch beim Lächeln aktiviert ist) oder ohne Manipulation. Anschließend wurden implizite Vorurteile durch den Implicit Association Test (IAT) und explizite Vorurteile durch die Attitudes Toward Blacks Scale gemessen.
Teilnehmer, die die Lächel-kongruente Gesichtskonfiguration einnahmen, während sie schwarze Gesichter sahen, bewerteten diese implizit (im IAT) signifikant weniger negativ als Probanden, die die Gesichtskonfiguration zeigten, während sie weiße Gesichter sahen. Sowohl die explizite Bewertung durch den ATB als auch die Befindlichkeitsbewertung durch den PANAS blieben jedoch unverändert: Die Versuchspersonen fühlten sich nicht fröhlicher. Dies weist darauf hin, dass Facial Feedback einen größeren Effekt auf implizite als auf explizite Vorurteile hat.

## Kritische Diskussion
Die Studie von Strack et al. (1988) unterstützt die Facial Feedback Hypothese und zeigt, dass eine Manipulation der rein physischen Muskelaktivität das emotionale Erleben beeinflussen kann.
Ito et al. (2006) belegen, dass diese Manipulation zu einer veränderten Einschätzung anderer Personen führen kann, ohne das eigene emotionale Erleben zu tangieren.

### Strack et al.
Methodisch ist zu Strack et al. (1988) anzumerken, dass nicht abschließend geklärt ist, welchen Einfluss die reine Dauer des „Stifthaltens“ auf die Ergebnisse hat. Prozesse wie der Accessibility Bias könnten ebenfalls Einfluss nehmen. Dahinter steht die Idee, dass die Kontraktion der Muskeln mit dem kognitiven Konstrukt der Emotion verbunden ist, dieses aktiviert und im weiteren Verlauf leichter zugänglich macht.

### Ito et al.
Bei Ito et al. (2006) handelt es sich um einen relativ artifiziellen Versuchsaufbau, dessen generelle Anwendbarkeit auf die Alltagswelt noch belegt werden muss.
Auf Grundlage ihrer Daten lassen sich keine Angaben darüber machen, welchen Einfluss die Veränderung des impliziten Racial Bias auf das Verhalten hat. Sollte sich allerdings zeigen, dass eine Manipulation von ethnischen Vorurteilen durch die Kontraktion der Gesichtsmuskulatur möglich ist, wäre dies aus zwei Gründen ein wichtiger Befund: Erstens wäre dies ein methodisch relevanter Hinweis darauf, dass implizite Biases weniger stabil sind als bisher angenommen. Zweitens wäre der Einsatz in Anwendungsprojekten denkbar, die auf einen Abbau von Vorurteilen und Stereotypen abzielen.

### Replikationsversuche
Im Sinne der wichtiger werdenden Reproduzierbarkeit von Studienergebnissen in der Psychologie (siehe Replikationskrise) wurde die Facial Feedback Hypothese in einem großangelegten Replikationsprojekt überprüft. Dazu wurde das Experiment von Strack et al. (1988) auf der Basis von 17 direkten Replikationen (d. h. einem einheitlichen Versuchsprotokoll folgend) wiederholt. Der ursprünglich berichteten Effekt in Strack u. a. (1988) konnte dabei nicht repliziert werden. Als Folge wurde die Gültigkeit der Facial Feedback Hypothese kontrovers diskutiert. In einer von Noah, Mayo und Schul (2018) durchgeführten Studie zeigt sich der Effekt nur, wenn keine Kamera auf die Versuchspersonen gerichtet war. Das führte Noah, Mayo und Schul zur Annahme, die gescheiterte Replikation bei Wagenmakers u. a. (2016) könne durch die im Unterschied zur Originalstudie bei der Replikation vorhandene, auf die Versuchspersonen gerichteten Kamera erklärt werden. Diese habe einen direkten Einfluss. Sie griffen damit einen Aspekt auf, den Strack bereits thematisiert hatte (2016).
Eine Metaanalyse aus dem Jahr 2019 folgert zur Gültigkeit der Facial-Feedback-Hypothese: „Die verfügbare Evidenz unterstützt die zentrale Behauptung der Gesichts-Feedback-Hypothese, dass Gesichts-Feedback das emotionale Erleben beeinflusst, obwohl diese Effekte in der Regel klein und heterogen sind.“ Gleichzeitig wurde der Einfluss der Kamera auf die Effekte infragegestellt, weil sich bei den ausgewerteten Papern nur geringe Unterschiede in der Effektgröße zwischen den Studien mit und ohne bewusster Videoaufnahme zeigten.
Eine großangelegte Studie mit 4000 Teilnehmern aus 19 Ländern (Coles et al., 2022) fand Evidenz für die Facial-Feedback-Hypothese bei Aufgaben zur Gesichtsnachahmung und zu freiwilligen Gesichtsbewegungen. Bei der Stift-im-Mund Aufgabe gemäß Strack (1988) konnte allerdings kein eindeutiger Effekt nachgewiesen werden – obwohl keine Kameras auf die Versuchspersonen gerichtet waren.

## Botulinuminjektionen zur Behandlung von Depressionen
Eine antidepressive Wirkung der Lähmung von Muskeln zum Stirnrunzeln (zur Verminderung der vertikalen Hautfalten zwischen den Augenbrauen in der Glabella-Region) durch Botox-Injektion wurde in mehreren Studien, teilweise auch gegen Placebo-Injektionen mit Kochsalzlösung untersucht. Dabei kamen Forscher fast einstimmig zu dem Schluss, dass die Botulinumtoxin-Behandlung die klinische Depression beeinflusst. Zur möglichen Erklärung wurden unter anderem unterschiedliche Theorien des Gesichts-Feedbacks angeführt. Während Reviews und Metaanalysen aus 2014 und 2020 signifikante antidepressive  Effekte zeigten, nannte eine andere Übersichtsarbeit aus 2019 mehrere Gründe, warum die vorhandene Evidenz nicht glaubwürdig erscheine: die Gesamteffektstärken waren außerordentlich groß, für 51 % der angegebenen Effektstärken waren die Daten nicht zugänglich und 96 % der Effektstärken stammten aus Studien, die von Forschern mit einem Interessenkonflikt durchgeführt worden waren. Letztere Studie kam zu dem Schluss, die Annahme, die Behandlung reduziere Depressionen, sei zumindest theoretisch plausibel und werde durch die verfügbare Evidenz gestützt. Sie sei jedoch noch nicht ausreichend durch eine glaubwürdige Beweislage untermauert.